# St. Marien (Hohenmölsen)

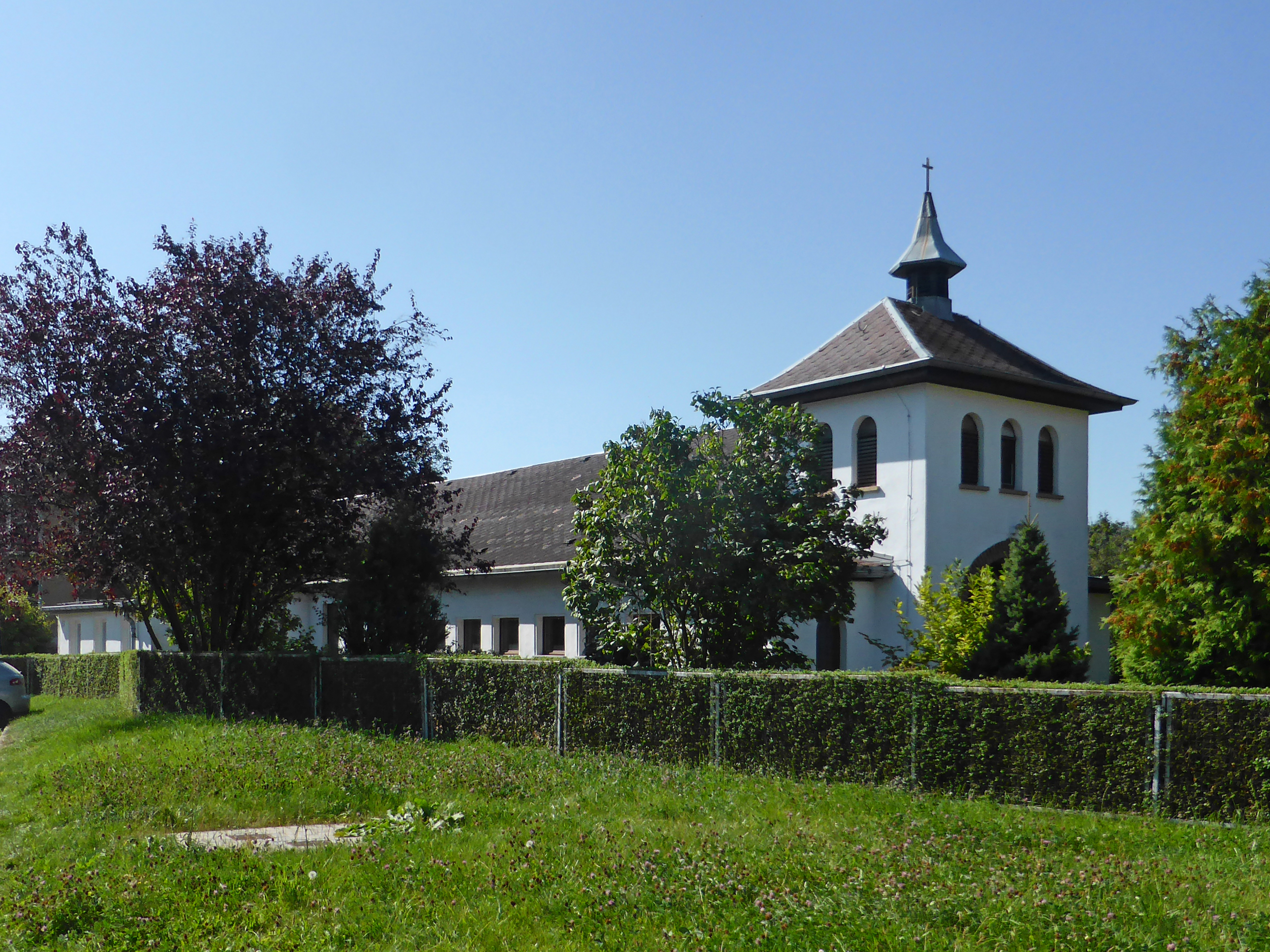
St.-Marien-Kirche

Sankt Marien ist die römisch-katholische Kirche in Hohenmölsen, einer Stadt im Burgenlandkreis in Sachsen-Anhalt. Die nach der heiligen Maria (Mutter Jesu) benannte Kirche gehört zur Pfarrei St. Elisabeth mit Sitz in Weißenfels im Dekanat Merseburg des Bistums Magdeburg. Die 1947/48 erbaute Kirche gehört zu den wenigen in der Sowjetischen Besatzungszone erbauten Gotteshäusern, die heute noch gottesdienstlich genutzt werden und ist damit ein seltenes architektonisches Zeugnis der bescheidenen Anfänge der katholischen Kirche nach dem Zweiten Weltkrieg in der Diaspora.

## Geschichte
Im Jahr 1539 begann die Reformation in Hohenmölsen, wodurch das katholische Leben in Hohenmölsen für mehrere Jahrhunderte erlosch.
Die Katholiken, die sich von 19. Jahrhundert an wieder in Hohenmölsen niedergelassen hatten, gehörten zu der am 22. Oktober 1863 errichteten Missionspfarrei Weißenfels. In Hohenmölsen fand am 30. September 1928 erstmals nach der Reformation wieder eine Heilige Messe statt. Geistliche aus Weißenfels zelebrierten von nun an in Hohenmölsen periodisch in einem Raum der Gaststätte Zum Löwen.
Im Zweiten Weltkrieg wurde am 30. März 1940 bereits die Pfarrvikarie Hohenmölsen errichtet, um den für die Seelsorge in Weißenfels und Hohenmölsen erforderlichen Vikar von Weißenfels vor der Einberufung zum Kriegsdienst zu bewahren. Zur Pfarrvikarie Hohenmölsen gehörten die Städte Hohenmölsen und Teuchern sowie 22 Dörfer der Umgebung.
Durch die Flucht und Vertreibung Deutscher aus Mittel- und Osteuropa stieg ab dem Frühjahr 1945 die Zahl der Katholiken in Hohenmölsen und den umliegenden Orten stark an. Die katholischen Gottesdienste fanden zunächst in der evangelischen St.-Petri-Kirche statt.

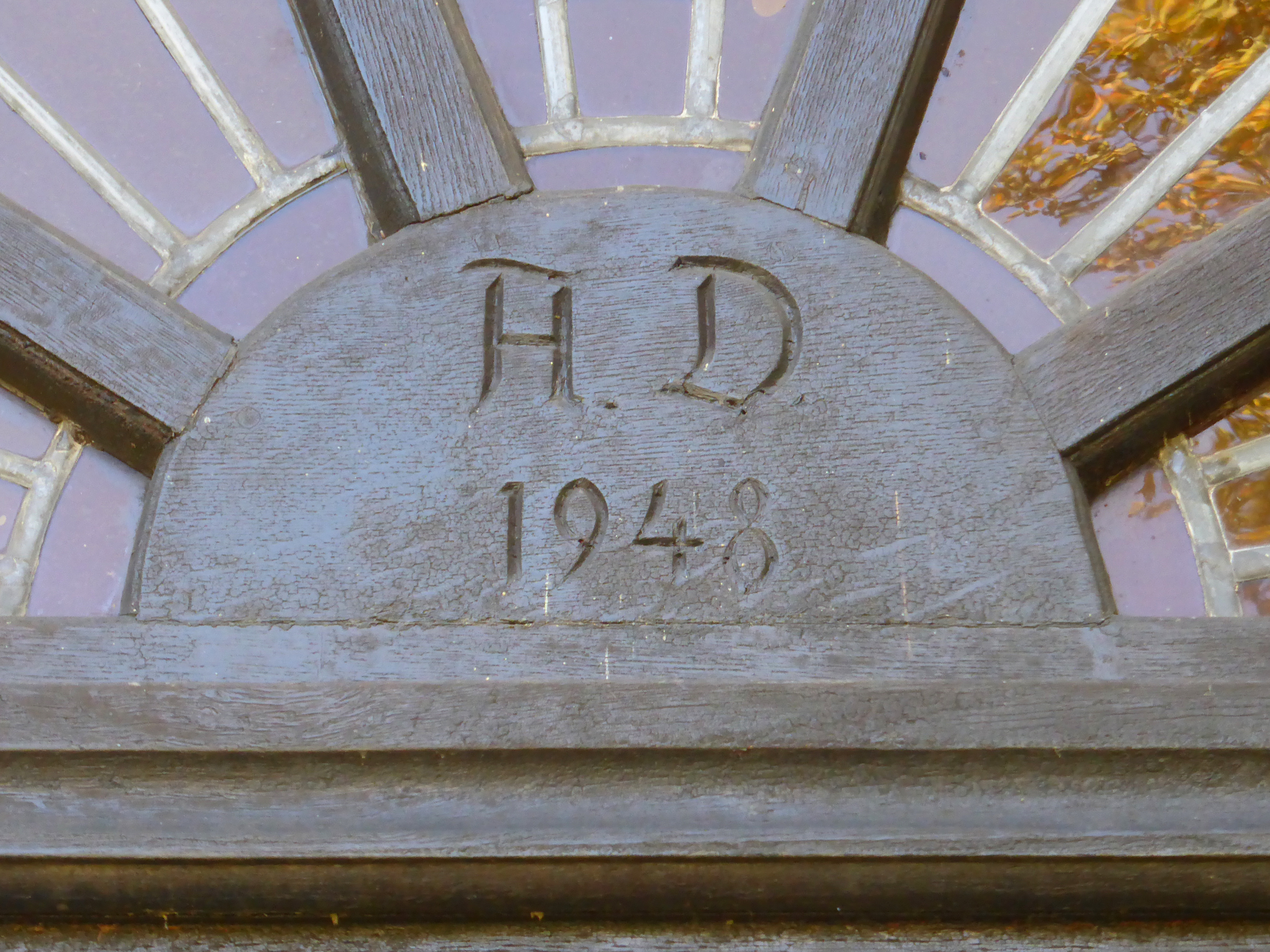
Jahresangabe über dem Eingangsportal

Anfang 1947 konnte eine Holzbaracke erworben werden, die auf dem dafür gepachteten Grundstück (damals Südstraße 17) aufgestellt wurde. In der Baracke wurden eine Kapelle und eine Wohnung eingerichtet. Vor dem Eingang der Kapelle wurde ein kleiner massiver Turm erbaut, neben dem die Beichtkapelle und die Sakristei entstanden. Am 3. April 1947 erfolgte die Benediktion der Kapelle durch Wilhelm Weskamm, den Erzbischöflichen Kommissar von Magdeburg. 1948 wurde die Kapelle fertiggestellt.
Zum 1. Dezember 1947 wurde Hohenmölsen Sitz einer Kuratie, die zeitgleich mit der Kuratie im nahegelegenen Teuchern errichtet worden war und zur Pfarrei Weißenfels gehörte. Pater Bär OPräm. aus der Ordensgemeinschaft der Prämonstratenser wurde erster Kuratus von Hohenmölsen. 1949, von da an wurden in Hohenmölsen Kirchenbücher geführt, gehörten rund 1500 Katholiken zur Kuratie Hohenmölsen. Am 1. Juli 1953 wurde das Dekanat Naumburg-Zeitz errichtet, dem die Kuratie Hohenmölsen angeschlossen wurde.
Am 1. November 1960 wurde die Kuratie Hohenmölsen zur Filialkirchengemeinde (Pfarrvikarie) von Weißenfels erhoben und zum 1. Dezember 1960 Kuratus Alfons Schäfer zum Pfarrvikar befördert. 1978 gehörten zur Pfarrvikarie Hohenmölsen rund 1000 Katholiken, zur Errichtung einer Pfarrei kam es in Hohenmölsen nicht.

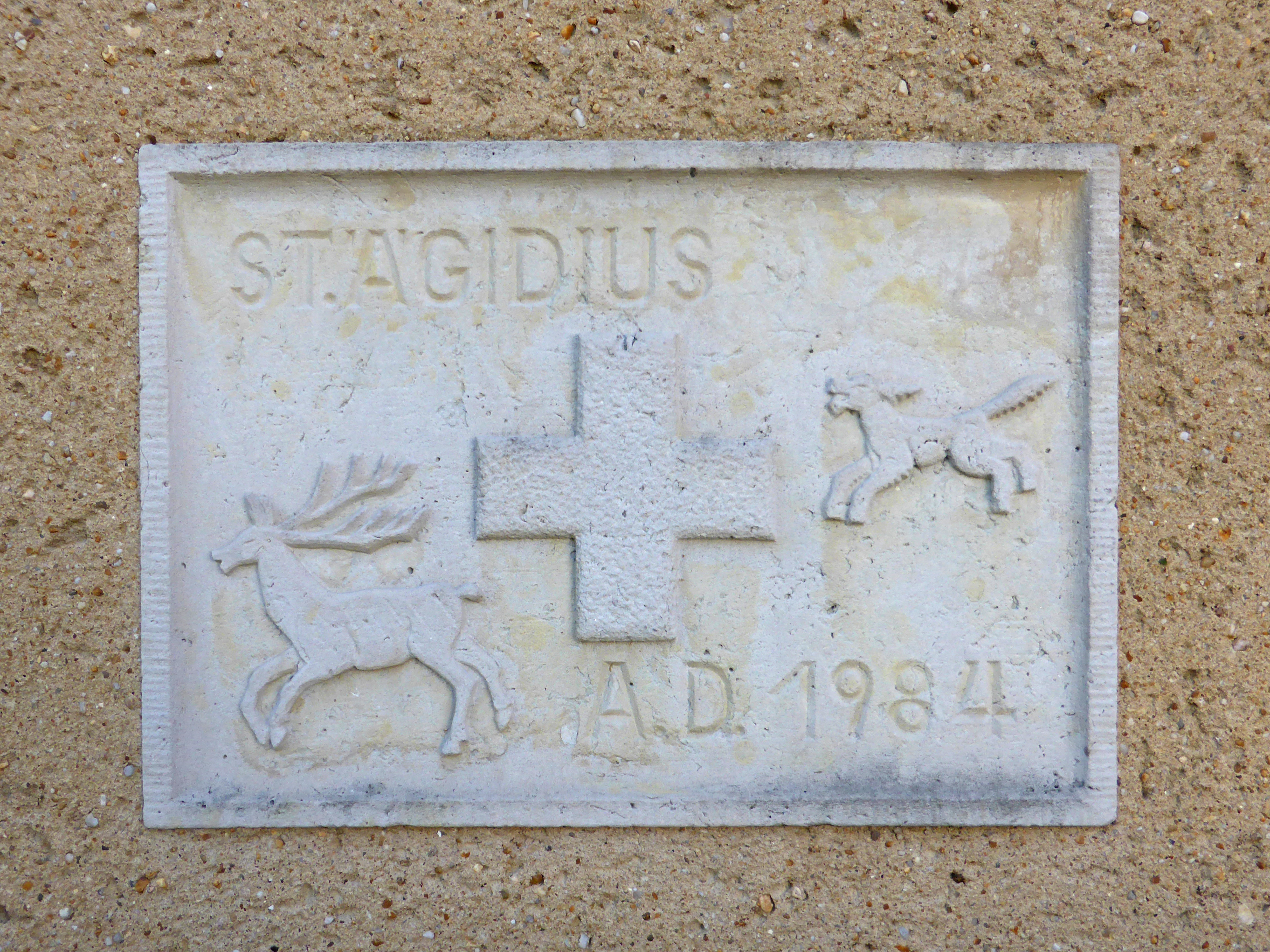
Grundstein des St.-Ägidius-Hauses

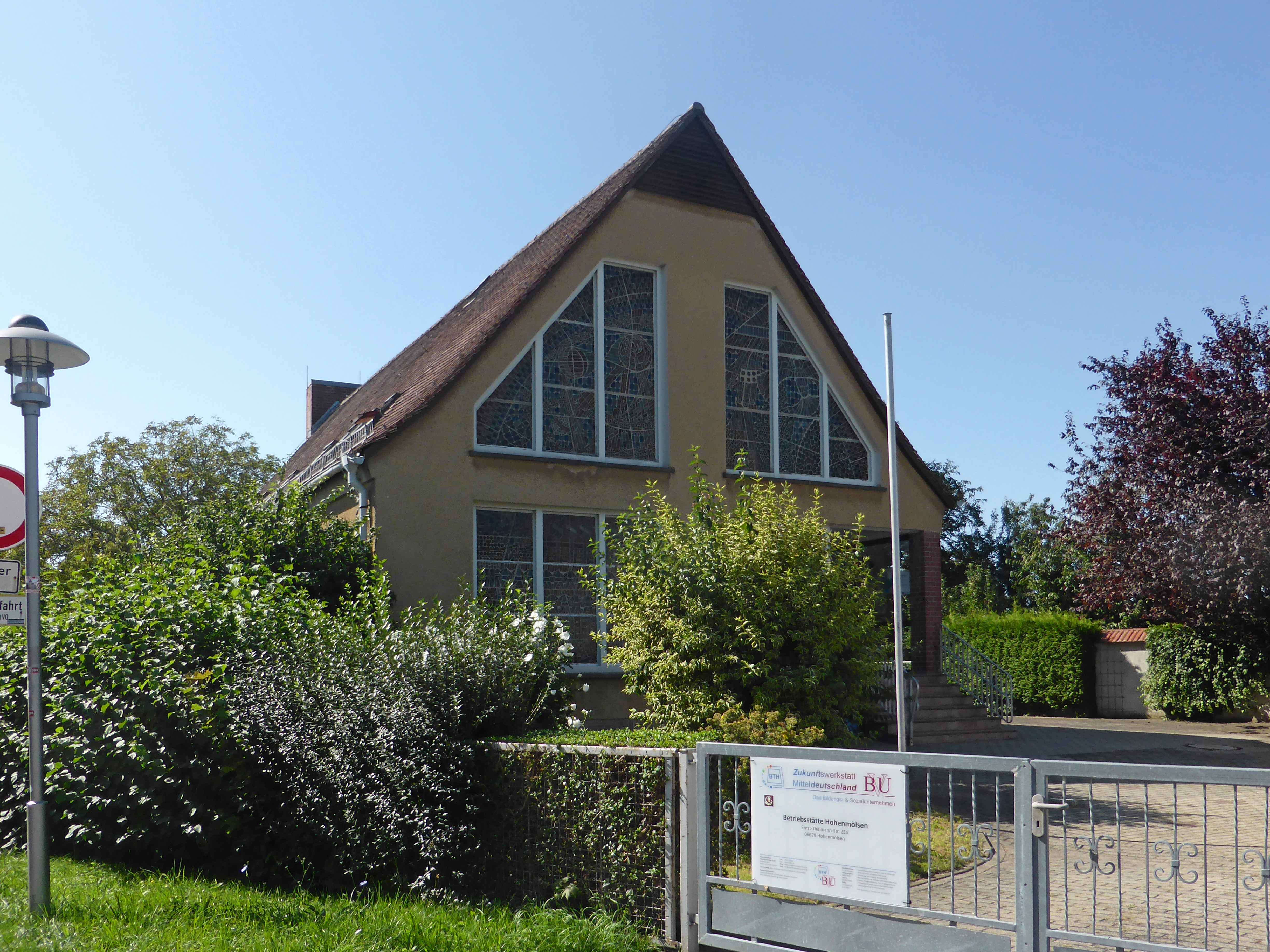
St.-Ägidius-Haus

Am 18. November 1984 erfolgte südlich der St.-Marien-Kirche die Grundsteinlegung für ein Gemeindehaus durch Bischof Johannes Braun, das im Rahmen eines kirchlichen Sonderbauprogramms errichtet wurde. Damals gehörten rund 900 Katholiken zur Pfarrvikarie St. Marien Hohenmölsen. Die Einweihung des Gemeindehauses folgte am 28. August 1988, es bekam das Patrozinium des heiligen Ägidius.
Nach der Wende wurde die St.-Marien-Kirche 1990 renoviert und bekam ein neues Dach sowie eine neue Heizung. Im Juli 1993 erfolgte die Kirchweihe der neuerbauten Heilig-Kreuz-Kapelle in Teuchern, die zur Pfarrvikarie Hohenmölsen gehörte, da die Vorgängerkapelle baufällig geworden war. Am 8. Juli 1994 wurde das Bistum Magdeburg gegründet, und die Zugehörigkeit Hohenmölsens wechselte vom Erzbistum Paderborn zum Bistum Magdeburg.
Zum 15. Dezember 2007 wurde aus den Pfarreien Lützen und Weißenfels sowie der Pfarrvikarie Hohenmölsen der Gemeindeverbund Weißenfels – Lützen – Hohenmölsen errichtet. Damals gehörten zur Pfarrvikarie Hohenmölsen rund 490 Katholiken.
Am 1. Januar 2009 wurde das Dekanat Merseburg gegründet, dem Hohenmölsen seitdem angehört. Das bisherige Dekanat Naumburg-Zeitz wurde aufgelöst. Aus dem Gemeindeverbund Weißenfels – Lützen – Hohenmölsen entstand am 28. November 2010 die heutige Pfarrei St. Elisabeth mit Sitz in Weißenfels, zu der neben der St.-Marien-Kirche in Hohenmölsen auch die Heilig-Kreuz-Kapelle in Teuchern und die St.-Elisabeth-Kirche in Weißenfels gehören. Die St.-Josephs-Kirche in Lützen wurde 2013 profaniert.

## Architektur und Ausstattung

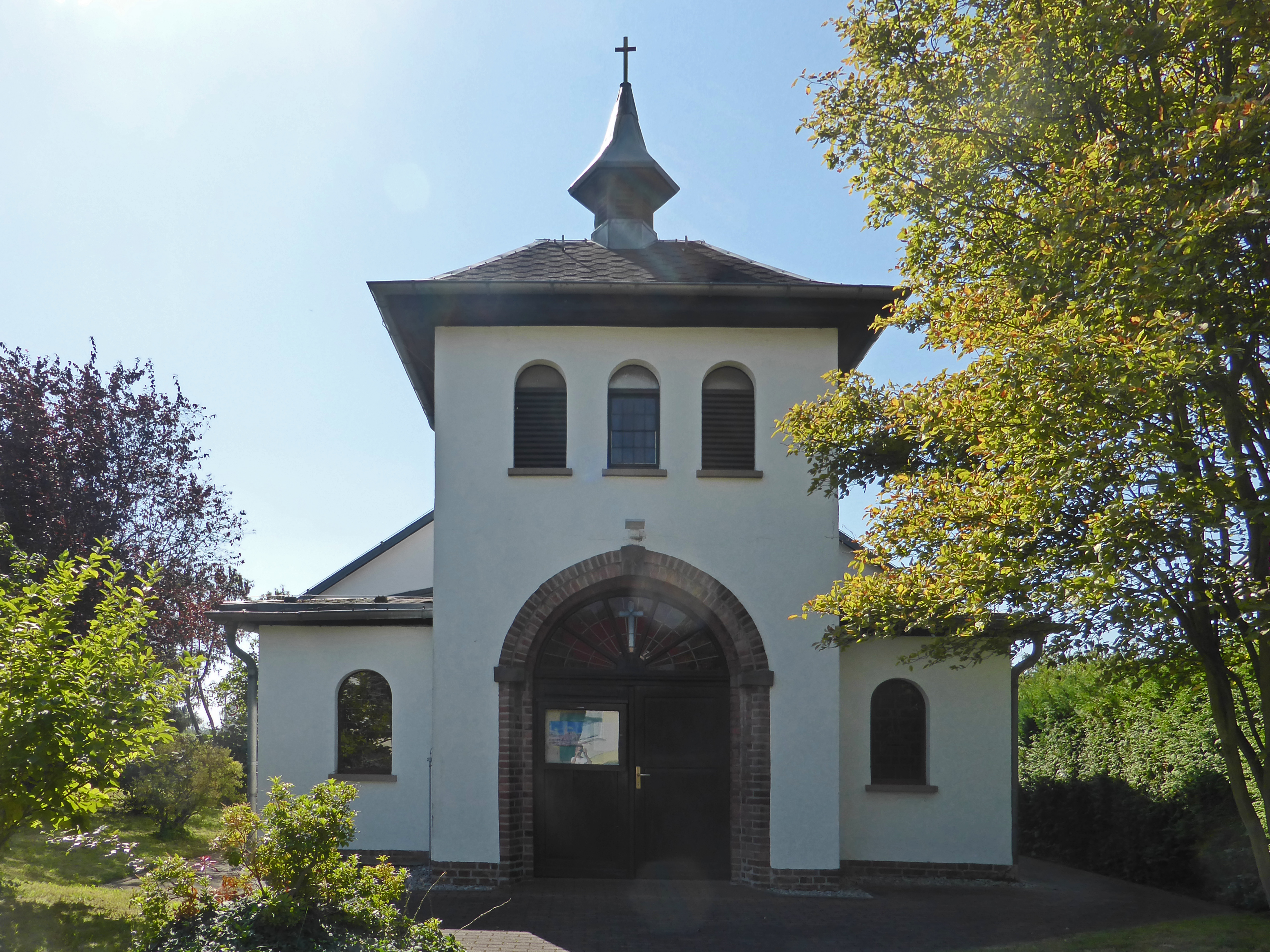
Eingangsseite

Die Kirche steht südöstlich der Stadtmitte von Hohenmölsen, auf dem Grundstück Ernst-Thälmann-Straße 22, an der Ecke zum Agrocolaweg.
Die Kirche wird durch ein Portal im Eingangsturm erschlossen, auf dessen Walmdach sich ein kleiner kreuzbekrönter Dachreiter befindet. Südlich an den Turm schließt sich das Kirchenschiff an.
Wenige Jahre nach dem Bau der St.-Marien-Kirche entstand in der BRD mit der St.-Augustinus-Kirche in Hohnstedt eine katholische Kirche in ähnlicher Bauform, eine Baracke mit stirnseitig angebautem Turm.